# Paweł Kaczmarczyk
Paweł Kaczmarczyk (ur. 8 lutego 1984 w Krakowie) – polski pianista i kompozytor jazzowy. Jeden z najwybitniejszych instrumentalistów młodego pokolenia, solista i sideman. Nazywany objawieniem polskiego i europejskiego rynku jazzowego; ceniony przede wszystkim za wirtuozerię, kreatywność i niezwykle dojrzałą technikę. Jeszcze jako licealista, wraz ze swym zespołem, zaczął brać udział w festiwalach jazzowych, zdobywając pierwsze wyróżnienia i nagrody. W roku 2000 rozpoczął nieformalną edukację pod egidą legendarnego jazzmana Janusza Muniaka. Wielokrotnie wybierany „Nową Nadzieją Polskiego Jazzu” przez czytelników Jazz Forum.

## Życiorys
Student Akademii Muzycznej w Katowicach. Wyróżniony stypendium Ministerstwa Kultury i Dziedzictwa Narodowego w 2006 roku.
W 2001 roku założył zespół KBD Trio wraz z Michałem Barańskim i Pawłem Dobrowolskim. Inspirowani byli muzyką w stylu Billa Evansa, Herbie Hancocka lub Wayne Shortera. Już rok później trio zajęło I miejsce na 26. Międzynarodowym Konkursie Młodych i Debiutujących Zespołów Jazzowych „Jazz Juniors”, a on sam został uznany za najlepszego instrumentalistę konkursu. Trio zdobyło nagrodę Grand Prix na 40. Wrocławskim Festiwalu Jazzowym Jazz nad Odrą w tym samym roku.
Kolejne nagrody to: Grand Prix i statuetka Anioła Jazzowego na Bielskiej Zadymce Jazzowej w 2005. Klucz do Kariery na Pomorskiej Jesieni Jazzowej, II nagroda Złotego Krokusa na festiwalu w Jeleniej Górze, medale w konkursie Kultursalen Hörbiger w Wiedniu w 2004 oraz I miejsce na Międzynarodowym Konkursie Zespołów Jazzowych Junior Jazz 2006 w Uściu nad Łabą (Czechy).
W lutym 2005 zespół KBD Trio nagrał pierwszą płytę pt. „LIve!”, za którą otrzymał nagrodę jako Album Roku 2005 od Programu 2 TVP. Zarówno jego płyta „LIVE” (Kaczmarczyk/Barański/Dobrowolski Trio), jak i kolejna „Audiofeeling” zebrały deszcz pozytywnych recenzji, ale dopiero album „Complexity in Simplicity” wydany w 2009 roku dla prestiżowej wytwórni ACT Music otworzył pianiście drzwi do międzynarodowej kariery. Paweł Kaczmarczyk został tym samym trzecim polskim muzykiem (po Tomaszu Stańce i Marcinie Wasilewskim – ECM) nagrywającym dla tak prestiżowej wytwórni w roli lidera własnego zespołu.
W plebiscycie Jazz Top czasopisma Jazz Forum od kilku lat jest wyróżniany w różnych kategoriach. W 2007 roku płyta AUDIOFEELING uznana została za Jazzowy Album Roku, on sam po raz czwarty został Nadzieją Roku. W 2008 roku jest w czołówce w kategoriach Zespół Akustyczny, Kompozytor i Pianista.
W styczniowym numerze „Jazz Forum” opublikowano wyniki corocznego plebiscytu Jazz Top 2009. Tytuł Albumu Roku zdobył Paweł Kaczmarczyk Audiofeeling Band płytą „Complexity In Simplicity”. Jeszcze większą sensację sprawił zwycięstwem w kategorii najlepszy pianista – przerywając kilkunastoletnie panowanie Leszka Możdżera w tej specjalności! Paweł Kaczmarczyk zajął drugie miejsce w kategoriach Muzyk Roku i Kompozytor (w obu przypadkach za Tomaszem Stańko), a jego zespół jako Zespół Akustyczny uplasował się na drugim miejscu ankiety (za Marcin Wasilewski Trio).

## Najnowsze zespoły i projekty
Obecnie Paweł Kaczmarczyk prowadzi własny zespół pod nazwą Paweł Kaczmarczyk AUDIOFEELING BAND oraz współpracuje z Janusz Muniak Quartet, Rafał Sarnecki Quartet, New Bone oraz Alchemik. Krakowski muzyk stworzył również cykl projektów nazwanych Directions in Music. Zapoczątkowany przez Pawła Kaczmarczyka we wrześniu 2010 roku projekt jest wynikiem muzycznych fascynacji tego młodego i utytułowanego pianisty jazzowego i ma na celu przekrojową prezentację twórczości najwybitniejszych osobowości świata jazzu, które zainspirowały wiele pokoleń muzyków i słuchaczy. Każdy koncert to nie tylko spotkanie z historią muzyki jazzowej, ale także możliwość posłuchania na żywo wybitnych gości zapraszanych przez Pawła Kaczmarczyka.
Zrealizowane projekty:
Directions In Music: FREDDIE HUBBARD (Jerzy Małek, Piotr Schmidt)
Directions In Music: HANK MOBLEY (Tomasz Grzegorski)
Directions In Music: GARBAREK / JARRETT (Grzech Piotrowski)
Directions In Music: RAY CHARLES (Jorgos Skolias)
Directions In Music: THELONIOUS MONK (Karol White)
Directions In Music: DEXTER GORDON (Piotr Baron)
Directions In Music: MICHAEL BRECKER (Szymon Kamykowski)
Directions In Music: ELVIN JONES (Kazimierz Jonkisz)
Directions In Music: WOODY SHAW (Piotr Schmidt)
Directions In Music: ERIC DOLPHY (Maciej Obara)
Directions In Music: ZBIGNIEW SEIFERT (Mateusz Smoczyński)
Directions In Music: STAN GETZ (Janusz Muniak)
Directions In Music: CHET BAKER (Robert Murakowski)
Directions In Music: SAM RIVERS (Marek Pospieszalski)
Directions In Music: SŁAWOMIR KULPOWICZ (Paweł Jarzębski, Janusz Stefański)
Directions In Music: ELIS REGINA (Marita Alban Juarez)
Directions In Music: ZBIGNIEW WEGEHAUPT (Andrzej Olejniczak)
Directions In Music: THE HEADHUNTERS
Od 2009 roku, Paweł Kaczmarczyk związany jest z niemiecką wytwórnią płyt ACT Music+Video. W lutym 2010 roku muzyk uzyskał nominację do nagrody polskiego przemysłu fonograficznego Fryderyka w kategorii: jazzowy muzyk roku.
Obecnie Paweł przygotowuje się do nagrania kolejnej płyty, której premiera planowana jest na 2014 r.

## Dyskografia
- Kaczmarczyk/Barański/Dobrowolski Trio „LIVE” (Radio Katowice/Jazz Forum 2005)
- Paweł Kaczmarczyk „AUDIOFEELING” (ARMS Records 2007)
- Paweł Kaczmarczyk Audiofeeling Band “COMPLEXITY IN SIMPLICITY” (ACT Music 2009)
- Rafał Sarnecki “Songs From A New Place” (ARMS Records 2008)
- New Bone “It’s Not Easy” (GOWI Records 2009)
- Grzech Piotrowski „Emotronica” (Alchemik Studio 2009)
- Leszek HeFi Wiśniowski feat. Krzesimir Dębski “KINETYKA” (EW Music 2010)
- Rafał Sarnecki „The Madman Rambles Again” (Fresh Sound Records 2011)
- New Bone – Destined (CM Records 2012)
- Paweł Kaczmarczyk Audiofeeling Trio – Something Personal (Hevhetia 2015)
- Paweł Kaczmarczyk Audiofeeling Trio, Mr. Krime – Vars & Kaper: DeconstructiON (Hevhetia 2016)

## Nagrody i wyróżnienia
- 2002 – nagroda główna dla zespołu Kaczmarczyk/Jaros/Dobrowolski Trio na XXVI Międzynarodowym Konkursie Młodych i Debiutujących Zespołów Jazzowych JAZZ JUNIORS w Krakowie
- 2002 – nagroda dla Instrumentalisty (fortepian) na XXVI Międzynarodowym Konkursie Młodych i Debiutujących Zespołów Jazzowych JAZZ JUNIORS w Krakowie
- 2004 – Grand Prix 40. Wrocławskiego Festiwalu Jazzowego „Jazz Nad Odrą” z zespołem Kaczmarczyk/Barański/Dobrowolski Trio we Wrocławiu
- 2004 – Główna Nagroda podczas konfrontacji zespołów jazzowych „Kultursalon Hörbiger” (Wiedeń, Austria) z zespołem Kaczmarczyk/Nowicki/Traczyk/Dobrowolski Quartet
- 2004 – Główna Nagroda – „XXX Klucz Do Kariery” podczas Pomorskiej Jesieni Jazzowej z zespołem Kaczmarczyk/Święs/Dobrowolski Trio w Gorzowie Wielkopolskim
- 2005 – Grand Prix konkursu Bielskiej Zadymki Jazzowej dla zespołu Kaczmarczyk/Barański/Dobrowolski Trio w Bielsku-Białej
- 2006 – Główna Nagroda na Międzynarodowym Konkursie Jazzowym JUNIOR JAZZ z zespołem Paweł Kaczmarczyk Trio (IN SPACE) w Usti Nad Labem (Czechy)
- „Płyta Roku 2007” w plebiscycie „JAZZ TOP” czytelników pisma Jazz Forum za autorski album „AUDIOFEELING” (ARMS)
- 2008 – nominacja do Fryderyka – nagrody Polskiego Przemysłu Fonograficznego w kategorii Fonograficzny Debiut Roku (Rafał Sarnecki – „Songs From A New Place”)
- „Pianista Roku 2009” w plebiscycie „JAZZ TOP” czytelników pisma Jazz Forum
- „Płyta Roku 2009” w plebiscycie „JAZZ TOP” czytelników pisma Jazz Forum za autorski album „COMPLEXITY IN SIMPLICITY” (ACT MUSIC)
- „Oskar Jazzowy” – „Grand Prix Jazz Melomani” w kategorii „Artysta Roku 2009”
- „Oskar Jazzowy” – „Grand Prix Jazz Melomani” w kategorii „Płyta Roku 2009” dla Paweł Kaczmarczyk Audiofeeling Band za autorski album „COMPLEXITY IN SIMPLICITY” – nagroda TVP2
- Laureat nagrody „Kulturalne Odloty Gazety Wyborczej” w kategorii „Artysta Roku 2009”
- 2010 – nominacja do Fryderyka – nagrody Polskiego Przemysłu Fonograficznego w kategorii Jazzowy Muzyk Roku[4]
- 2016 – Muzyka jazzowa-wydarzenie – Nagroda Muzyczna Programu Trzeciego – „Mateusz”[5]

## Galeria

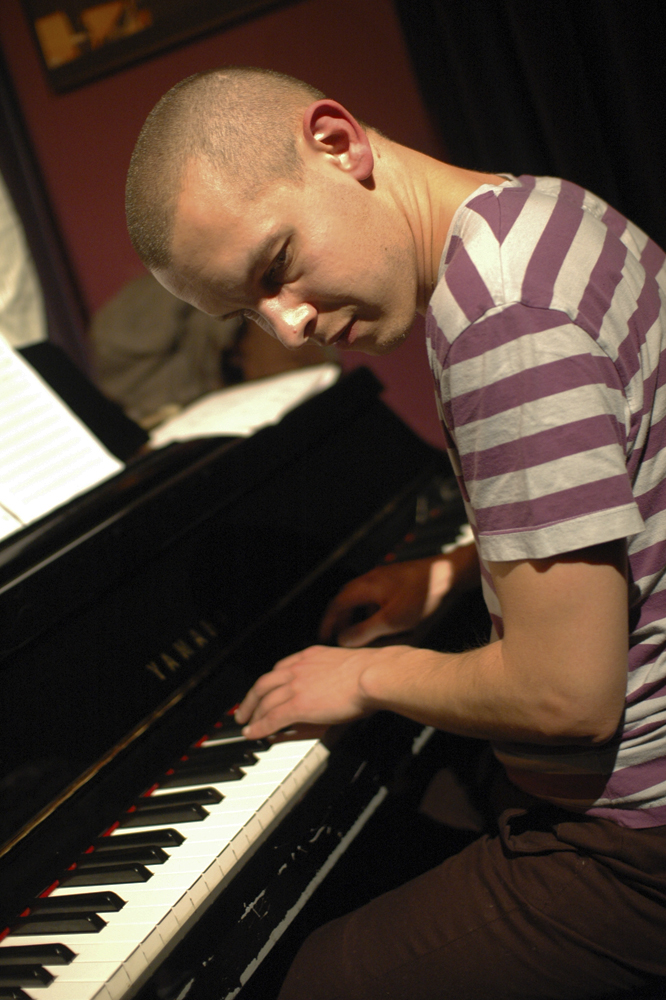
Pawel Kaczmarczyk w klubie jazzowym Tygmont w Warszawie - październik 2008 r.
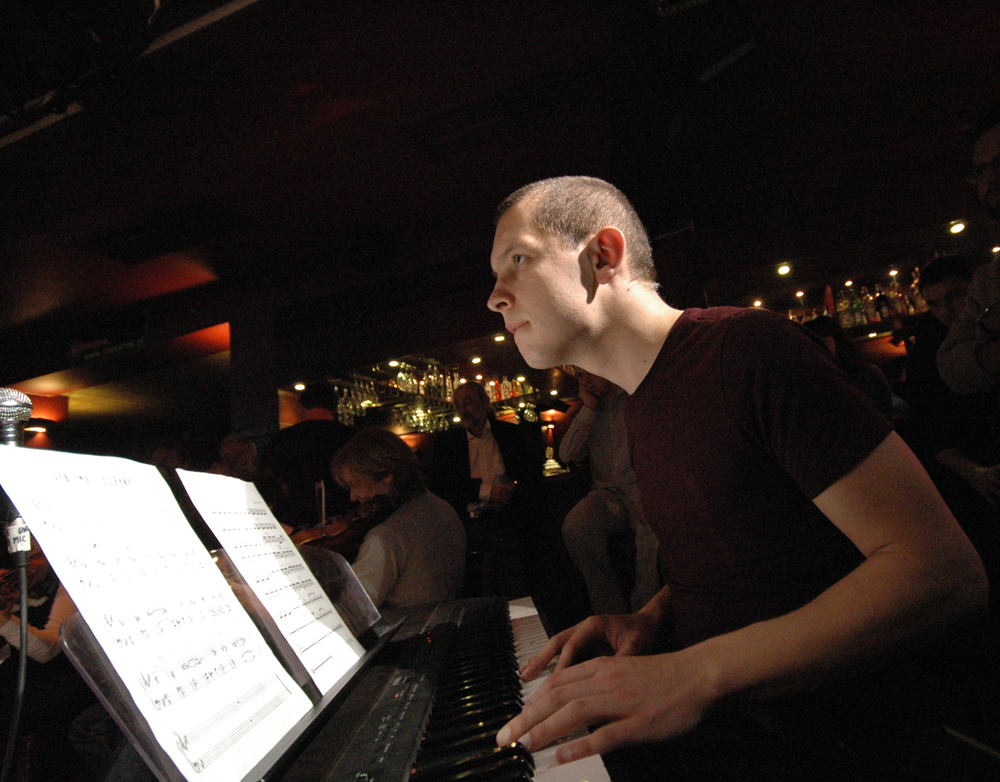
Paweł Kaczmarczyk - listopad 2008 r.
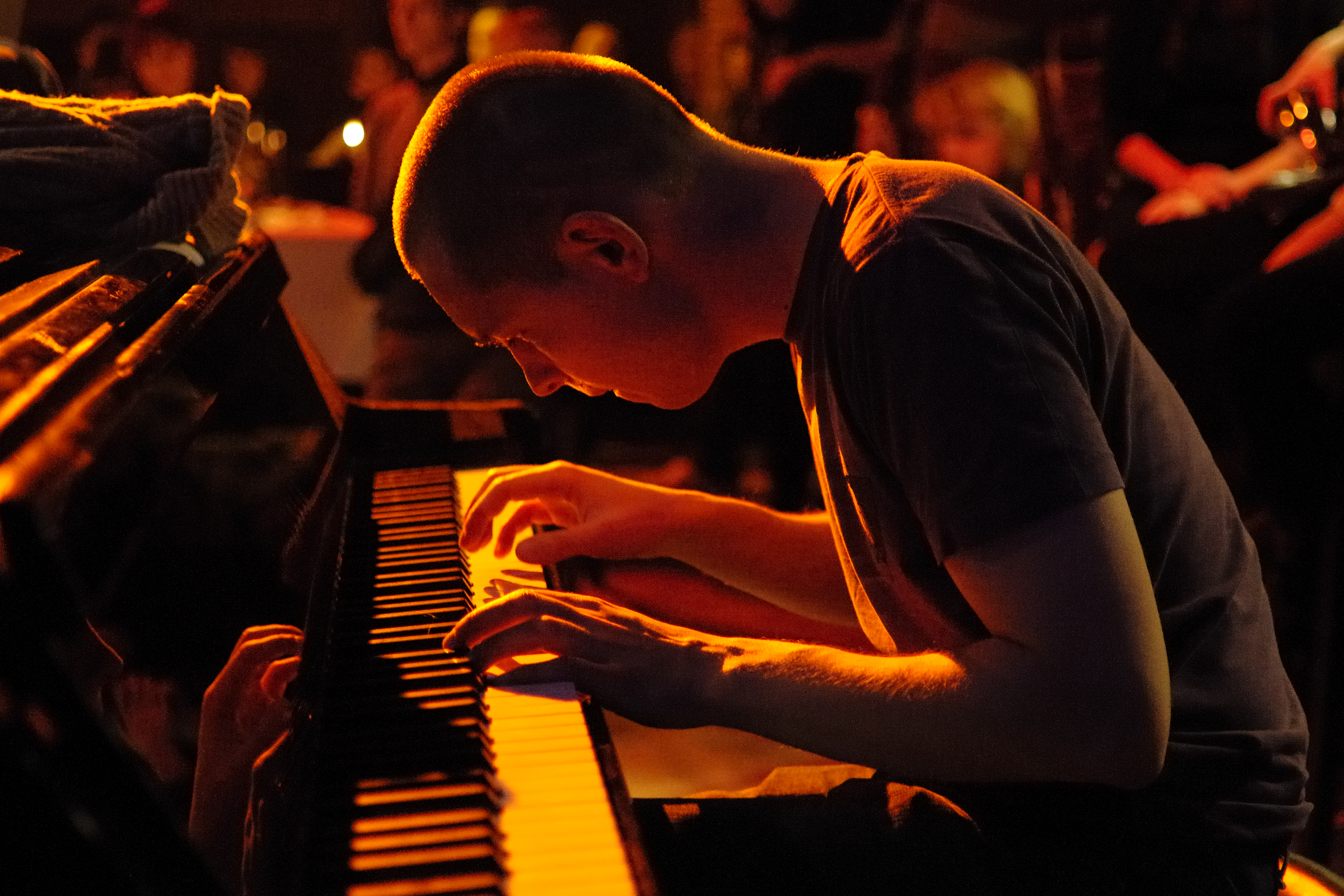
W projekcie Emotronica - listopad 2009 r.
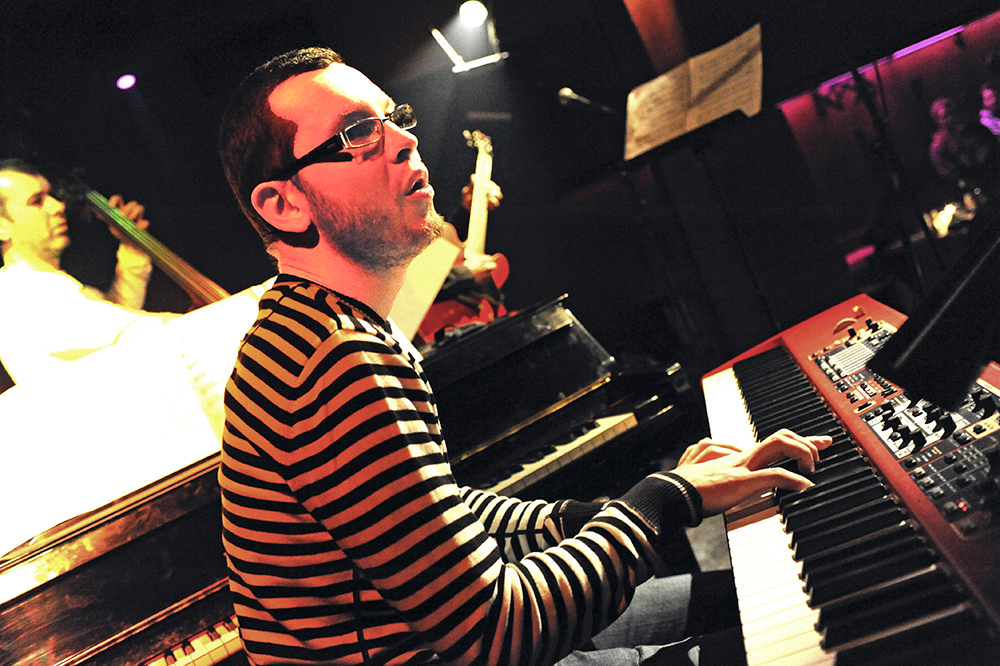
Klub Tygmont, Warszawa, styczeń 2010 r.
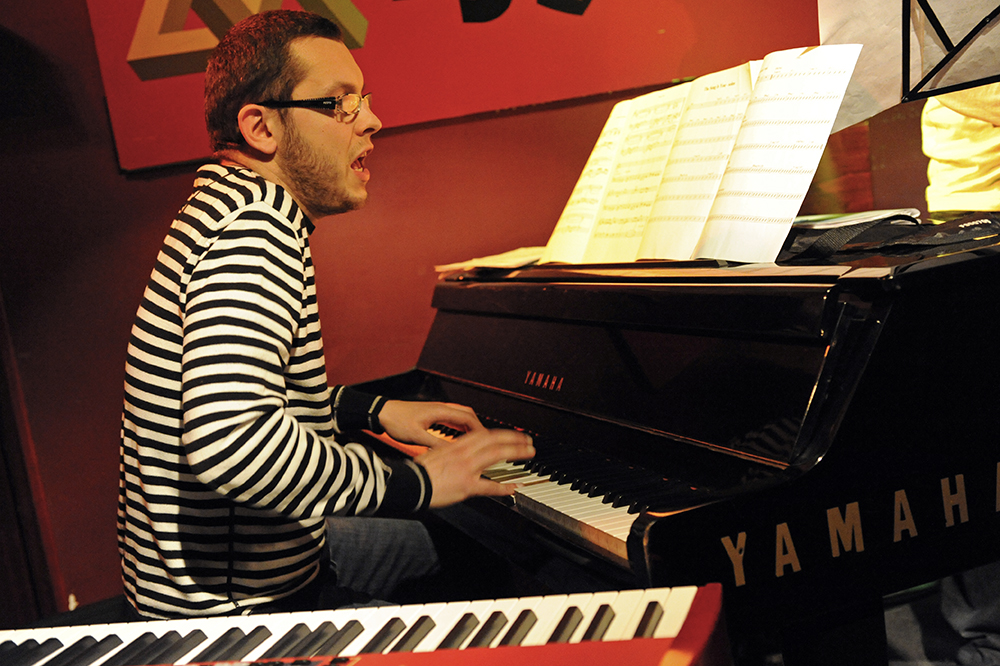
Koncert z Rafałem Sarneckim - g, Jerzym Małkiem - tp, Łukaszem Żyta - d, Wojciechem Pulcynem - b, w warszawskim klubie Tygmont, styczeń 2010 r.
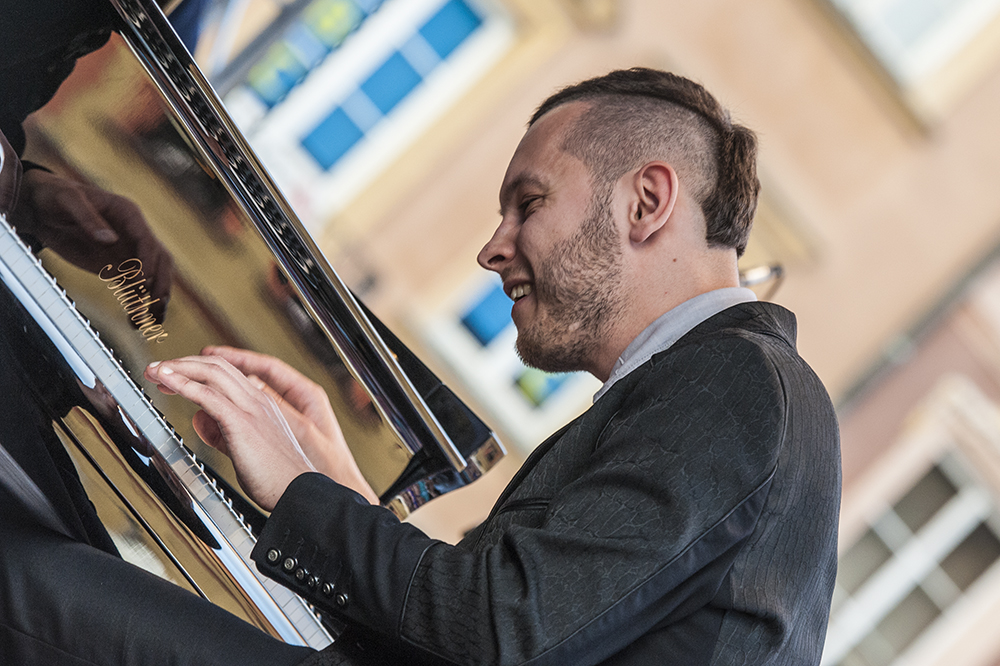
Audiofeeling Quartet na Rynku Starego Miasta, Warszawa - sierpień 2012 r.
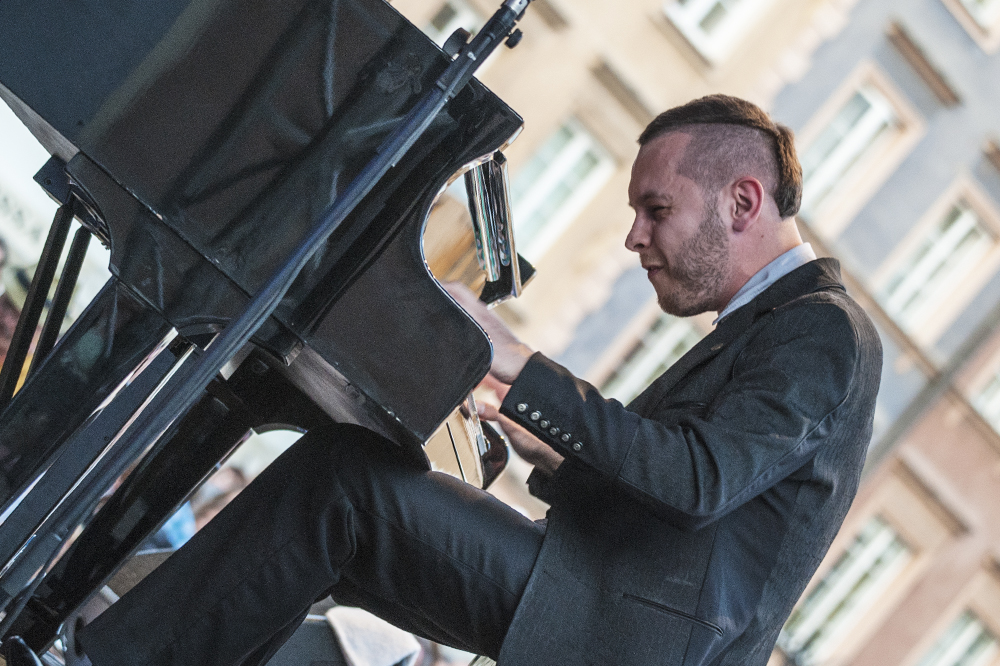
Jazz na Starówce w sierpniu 2012 r.